# Nässelväxter
Nässelväxter (Urticaceae) är en växtfamilj som består av 54 släkten och cirka 2 625 arter av örter, buskar och små träd. Stjälkarna och bladen hos många arter har stickande trikomer (brännhår) som orsakar smärtsamma utslag vid kontakt. Nässelväxter förekommer i hela världen, men familjen är i huvudsak tropisk.